# Нидерланды на «Евровидении-1977»
Нидерланды приняли участие в двадцать втором выпуске телевизионного конкурса Евровидение-1977, который состоялся 7 мая в Лондоне, Великобритания. Страну представляла певица Хедди Лестер с песней De mallemolen ("Карусель"), написанной Франком Аффолтером и Вимом Хогенкампом. По итогам голосования она заняла 12-е место из 18, набрав 35 баллов. Тем не менее, De mallemolen стала предшественницей нидерландской заявки на Евровидение-1978 't Is OK в исполнении группы Harmony. Конкурс был показан NOS на канале Nederland 2 с комментариями Ати Дейкмеестер. Глашатаем от Нидерландов был Ральф Инбар.

## До «Евровидения»

### Nationaal Songfestival 1977
Начиная с 1956 года нидерландская телекомпания NOS отвечает за организацию отбора заявки на Евровидение и дальнейшую трансляцию конкурса. Как и в прошлые годы, NOS организовывала национальный финал под названием Nationaal Songfestival для выбора артиста и песни. Nationaal Songfestival 1977 состоялся 2 февраля на Всемирном форуме в Гааге. Ведущей была Ати Дейкмеестер. Десять песен было представлено, а победитель определялся голосами девяти членов жюри от каждой из одиннадцати провинций Нидерландов. Каждый член жюри присуждал любимой песне свой голос, и, таким образом, максимальное количество голосов равнялось 99. Среди конкурсантов была Мэгги Макнил, представлявшая Нидерланды на Евровидение-1974 как участница дуэта Mouth & MacNeal.
| Порядковый номер | Исполнитель     | Название песни                                | Очки | Место |
| ---------------- | --------------- | --------------------------------------------- | ---- | ----- |
| 1                | Оскар Харрис    | Superster                                     | 5    | 6     |
| 2                | Хедди Лестер    | De mallemolen                                 | 28   | 1     |
| 3                | Ариан Брасс     | Annabelle                                     | 4    | 9     |
| 4                | Бонни Сент-Клэр | Stop Me                                       | 23   | 2     |
| 5                | Рита Ховинк     | Toen kwam jij                                 | 2    | 10    |
| 6                | Air Bubble      | Jany                                          | 5    | 6     |
| 7                | Питер Кук       | Pinokkio                                      | 8    | 4     |
| 8                | Лёки Кноль      | Ik wil de wereld laten zien dat ik kan dansen | 5    | 6     |
| 9                | Дик Ринстра     | Jouw lach                                     | 6    | 5     |
| 10               | Мэгги Макнил    | Jij alleen                                    | 13   | 3     |

## На «Евровидении»
В Лондоне Хедди Лестер выступала под номером 3, между Монако и Австрией. Перед конкурсом букмекеры ставили Нидерланды как одного из фаворитов на победу. Однако по итогам голосования Лестер финишировала лишь на 12-м месте из 18, набрав 35 баллов. 12 баллов голландское жюри присудило Бельгии. Дирижёром оркестра во время исполнения нидерландской заявки был Гарри ван Гооф. Поскольку обычное жюри, состоящее из представителей общественности, не явилось в день финала по неизвестным причинам, в последнюю минуту было привлечено жюри, состоящее из профессионалов в области музыки и развлечений. Это были Мартина Бейль, Тони Нольте, Мике Телькамп, Эдди Беккер, Лео Янссен, Ханс Вермёлен, Риен ван Вейк, Каролин ван Хемерт и Ханс ван Хемерт.

### Голосование
| Очки      | Страна                                        |
| --------- | --------------------------------------------- |
| 12 баллов |                                               |
| 10 баллов | - Бельгия                                     |
| 8 баллов  | - Франция                                     |
| 7 баллов  | - Швейцария                                   |
| 6 баллов  |                                               |
| 5 баллов  |                                               |
| 4 балла   |                                               |
| 3 балла   | - Ирландия - Монако                           |
| 2 балла   |                                               |
| 1 балл    | - Великобритания - Греция - Израиль - Испания |

| Очки      | Страна         |
| --------- | -------------- |
| 12 баллов | Бельгия        |
| 10 баллов | Греция         |
| 8 баллов  | Франция        |
| 7 баллов  | Великобритания |
| 6 баллов  | Испания        |
| 5 баллов  | Израиль        |
| 4 балла   | Финляндия      |
| 3 балла   | Германия       |
| 2 балла   | Португалия     |
| 1 балл    | Ирландия       |